# お단
お단(お段 오단[*])은 오십음도에서 다섯 번째 단(제5단)이다. お, こ, そ, と, の, ほ, も, よ, ろ, を로 구성된다. 어떤 음에도 모음 /o/가 포함된다.